# Neosidama longipes
Neosidama longipes is een hooiwagen uit de familie Assamiidae.